# المركز المصري للحقوق الاقتصادية والاجتماعية
المركز المصري للحقوق الاقتصادية والاجتماعية هو مؤسسة قانونية مصرية غير حكومية، تنطلق من قيم العدالة، والحرية، والمساواة، وتلتزم في ذلك بجميع المواثيق، والإعلانات، والاتفاقيات الدولية لحقوق الإنسان، خصوصا العهد الدولى للحقوق الاقتصادية، والاجتماعية، والثقافية، واتفاقيات وتوصيات منظمة العمل الدولية كمرجعية لها على مستوى الرؤية والممارسة.

## أهداف المركز
يسعى المركز إلى تمكين المجتمع بكل فئاته من التمتع بحقوقهم الاقتصادية، والاجتماعية، والثقافية من خلال تعزيز الحركات الاجتماعية المدافعة عن هذه الحقوق، واستنهاض حركة مجتمعية جديدة تحقق أعلى مستويات المشاركة، وقادرة على التأثير، والتغيير، ونشر ثقافة حقوق الإنسان عموماً، والحقوق الاقتصادية والاجتماعية على وجه الخصوص، لاسيما حقوق العمل والحريات النقابية، مع تنظيم حملات الدفاع، وبناء التحالفات، وتكوين الشبكات، وتقديم المساندة القانونية، والاحتكام للقضاء.

## أعمال المركز
1. المساهمة في تحقيق التوازن الموضوعى في اهتمام الحركة المصرية والعربية لحقوق الإنسان ما بين الحقوق الاقتصادية، والاجتماعية، والثقافية والحقوق المدنية، والسياسية.
2. وضع تصورات واستراتيجيات لمواجهة انتهاكات الحقوق الاقتصادية والاجتماعية.
3. دعم حملات الدفاع عن الحقوق، وبنائها، ومهارات تخطيطها، وتنفيذها، وتقييم أدائها بما يعظم من تأثيرها في إقرار سياسات، وتشريعات، وممارسات تتوافق والمعايير الدولية لحقوق الإنسان.
4. التعرف العلمي والعملى على التحديات التي تواجه الحريات النقابية، والحركات الاجتماعية، وتأثيرات كل من العولمة والسياسات والاتفاقيات الصادرة عن منظمة التجارة الدولية، على حياة المواطنين، لمناقشتها وطرح الحلول الملائمة لها بعد بلورتها.
5. المساهمة في خلق أشكال تنسيقية وتحالفية كإطار للعمل المشترك، ودعمها، وتعزيز قدرة الحركات الاجتماعية في بناء تنظيماتها المستقلة، وحريتها في العمل، والتعبير، والتأثير.
6. تنقية البنية التشريعية المصرية من كل ما من شأنه مناهضة مواثيق حقوق الإنسان الدولية التي صدقت مصر عليها، خصوصا الداعمة للحقوق العمالية والنقابية.
7. رصد واقع الحقوق الاقتصادية والاجتماعية والحريات النقابية والعمالية، ومتابعته وتوثيقه، سواء من حيث الانتهاكات المختلفة التي تتعرض لها هذه الحقوق، أو من حيث المكاسب التي تحققها الحركات الاجتماعية والعمالية.
8. إعداد البحوث والتقارير التي تشتبك مع واقع تلك الحقوق ونشرها لتعزيز المعرفة بشأنها.
9. إعداد الحملات وورش العمل والتدريب، وتنفيذها؛ بغية رفع الوعى والتمكين بتلك الحقوق.
10. تقديم المساندة القانونية بكل صورها لتمكين المواطنين من هذه الحقوق.
11. إعداد مشاريع قوانين وتعديلات تشريعية حول تلك الحقوق بحيث تتوافق مع المعايير الدولية.
12. إنشاء شبكات الدفاع عن الحقوق الاقتصادية والاجتماعية أو المساهمة فيها.